# The Ridgeway
The Ridgeway, englisch für Bergkamm und Weg, ist eine Altstraße im südlichen England. Der Weg erstreckt sich über eine Länge von 135 km, beginnt in Overton Hill (Wiltshire) im Westen und endet in Ivinghoe Beacon (Buckinghamshire) im Osten.
Heute ist die Strecke als The Ridgeway National Trail ausgewiesen. Entlang dieser Strecke befinden sich eine Reihe von Sehenswürdigkeiten aus der Steinzeit, Bronzezeit und Eisenzeit, darunter Grim’s Ditch und Liddington Castle sowie das Uffington White Horse und Uffington Castle. Vor 5000 Jahren könnte The Ridgeway ein Teil einer Strecke gewesen sein, die von der Küste von Dorset bis The Wash in Norfolk führte.

## Fotografien

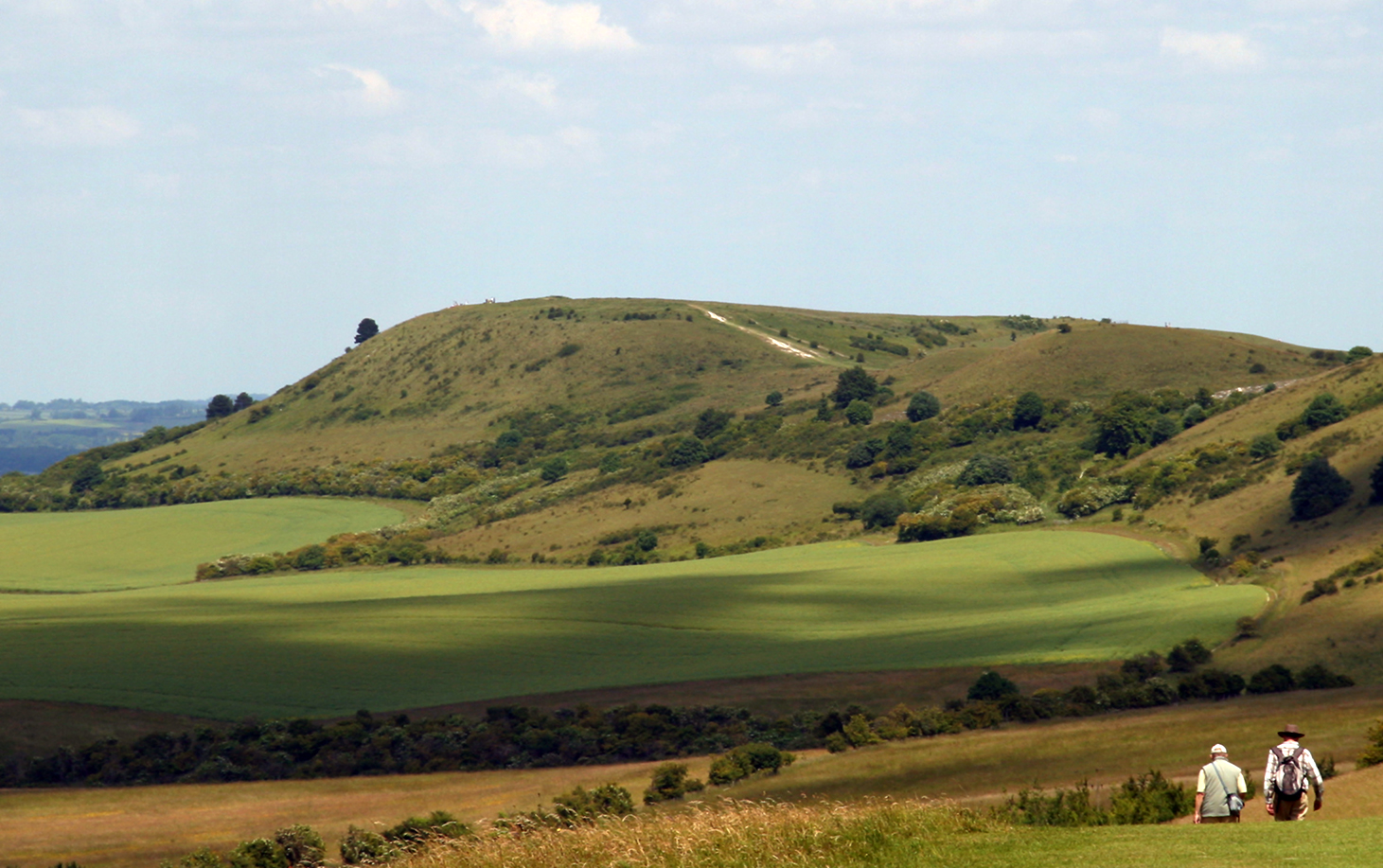
Der Weg bei Ivinghoe Beacon
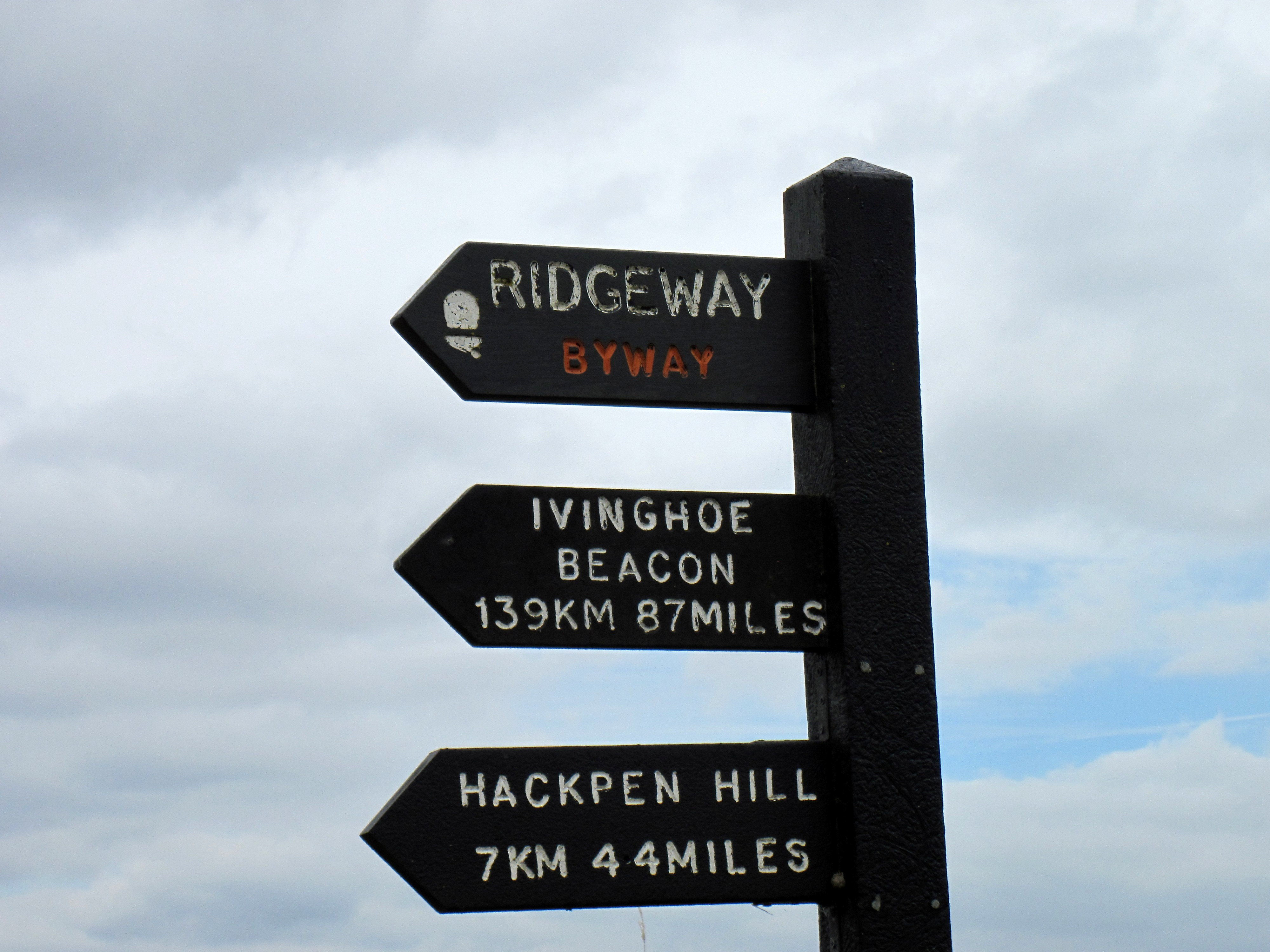
Wegweiser
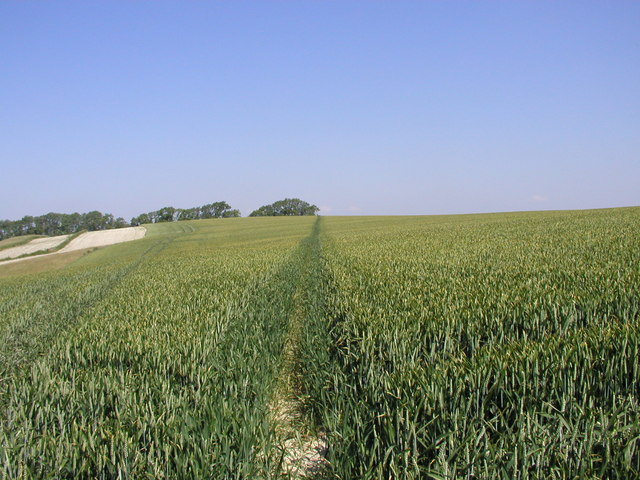
Zwischen Ludwell und Win Green
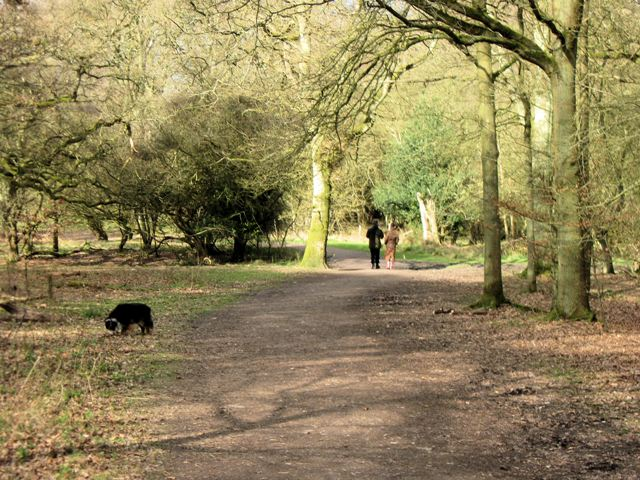
Bei Moneybury Hill